# Виктор Вълков
Виктор Георгиев Вълков е български политик, агент на бившата Държавна сигурност. Като депутат във VII велико народно събрание, свикано след промените от 1989 г., участва в изработването на Конституцията приета на 12 юли 1991 г. Дългогодишен функционер на казионния Българския земеделски народен съюз (БЗНС), през 1990 той става негов председател. Участва в правителството на Димитър Попов (1990 – 1991) като вицепремиер и външен министър.

## Биография
Виктор Вълков е роден през 1936 г. в София. Баща му Георги Вълков е сред водачите на Българския земеделски народен съюз, осъден на смърт и екзекутиран през 1942 г. Брат е на журналистката Ивайла Вълкова. През 1953 г. завършва гимназия, а през 1959 г. – Машинно-електротехническия институт в София. Член е на БЗНС от 1965 г. През 1959 г. започва работа в Силнотоковия завод „Васил Коларов“. От следващата година влиза в системата на Министерството на външната търговия и е на отговорни длъжности в търговските представителства на България в чужбина. От 1973 до 1980 г. е последователно първи заместник-завеждащ и от 1983 г. е завеждащ отдел „Международни връзки“ при Постоянното присъствие на БЗНС.. Впоследствие на 21 май 1986 г. е избран за член на Постоянното присъствие на БЗНС какъвто остава до 19 декември 1989 г. когато след превратът в казионния БЗНС при който са свалени живковистите в лицето на секретаря на БЗНС и първи зам.председател на Държавния съвет Петър Танчев, организационния секретар на Постоянното присъствие на БЗНС и доскорошен зам.председател на Министерския съвет и министър на земеделието и горите Алекси Иванов и селскостопанския секретар на Постоянното присъствие на БЗНС и бивш министър на съобщенията Пандо Ванчев, а за секретар на БЗНС и първи зам.председател на Държавния съвет е избран Ангел Димитров – дотогавашен международен секретар на Постоянното присъствие на БЗНС и главен инициатор на преврата в БЗНС, Виктор Вълков, дясна ръка на Димитров е избран за секретар на Постоянното присъствие на БЗНС, на който пост е до 36 конгрес на БЗНС – 3 март 1990 г. когато след оставката на Ангел Димитров, Виктор Вълков е избран за председател на БЗНС, организационен секретар на Постоянното присъствие на БЗНС става Костадин Янчев – дотогава член на Постоянното присъствие на БЗНС и председател на Изпълнителния комитет на Областния народен съвет в Бургас. Вълков и Янчев водят политика на неутралитет по отношение на колаиции с политически партии и организации, но на изборите за Велико народно събрание избраните народни представители са значително по малко на брой от 99 те народни представители на казионния БЗНС в последното социалистическо 9 то Народно събрание. В началото на 1991 г. Виктор Вълков и Костадин Янчев започват преговори с дейци от опозиционния БЗНС „Никола Петков“ в лицето на дисидента Ценко Барев – доскорошен емигрант във Франция, като през юли 1991 г. се състои съединителния конгрес на който казионния БЗНС престава да съществува и е създаден БЗНС – Единен с председател Ценко Барев, а Виктор Вълков е избран за секретар на Постоянното присъствие на БЗНС-Единен. Този конгрес води до разкол в редиците на бившия казионен БЗНС мвжду Виктор Вълков и Костадин Янчев от една страна и прокомунистическите земеделци Светослав Шиваров, Дончо Каракачанов, Васил Чичибаба, Светослав Сеизов и още няколко десетки други които напускат БЗНС-Единен и по късно създават собствена партия – БЗНС „Александър Стамболийски“ ратуваща за коалиция с БСП и станала неин партньор през 1994 г.
Умира на 6 юли 2022 г.

### Агент на Държавна сигурност
Виктор Георгиев Вълков е вербуван и регистриран в службите през октомври 1957 г. и пререгистриран още веднъж през февруари 1964 г. с псевдонимите Пенчо и Пенчев. Няма данни за снемане от действащия оперативен отчет
През 1965 г. става член на БЗНС, а от 1973 г. работи в администрацията на неговото Постоянно присъствие. През 1981 г. става член на Управителния съвет, а през 1986 г. – на Постоянното присъствие на БЗНС. През 1989 г. става секретар на Постоянното присъствие.

### Депутат в VII велико народно събрание
През 1990 г. Виктор Вълков е избран за председател на БЗНС и участва в изработването на Конституцията приета на 12 юли 1991 г. През юли 1990 г. е кандидат за президент, но оттегля кандидатурата си, след като не успява да получи 2/3 от гласовете в парламента. През декември 1990 г. става заместник-председател на Министерския съвет и министър на външните работи в коалиционното правителство на Димитър Попов.
От 1993 до 1998 г. е посланик в Анкара, а от 2002 до 2006 г. – в Загреб.